# Robin Sarstedt
Clive Robin Sarstedt, känd som Clive Sarstedt, Robin Sarstedt, Wes Sands eller Clive Sands, född 21 januari 1944 i Ajmer, Rajastan, norra Indien, död 22 januari 2022, var en brittisk popsångare.
Han fick en hit 1976 med en cover av Hoagy Carmichaels sång "My Resistance Is Low". Som bäst nådde den tredje plats på UK Singles Chart. Utan andra listlåtar är han en one-hit wonder. Som Clive Sands var han med i Deejays som satsade på en karriär i Sverige.
Han var yngste bror till sångarna Richard Sarstedt (också känd som Eden Kane) och Peter Sarstedt.

## Diskografi (urval)

### Som Wes Sands
Singlar
- 1963 – "There's Lots More Where This Came From" / "Three Cups"

### Som Clive Sands
Singlar
- 1969 – "Hooked on a Feeling" / "Marie"
- 1969 – "Lo Mucho Que Te Quiero (The More I Love You)" / "Picture On The Wall"

### Som Clive Sarstedt
Studioalbum
- 1970 – Clive Sarstedt
- 1971 – Freeway Getaway
- 1986 – Asia Minor (Peter & Clive Sarstedt)

Singlar
- 1970 – "Looking For Jesus" / "Anything You Want Me To Be"
- 1970 – "God Save The Queen" / "Anything You Want Me To Be"
- 1981 – "Love Can Hurt" / "Don't Kick Me Again"

### Som Robin Sarstedt
Studioalbum
- 1976 – Stardust
- 1978 – Something for the Weekend
- 1980 – You Must Remember This

Singlar
- 1976 – "Sitting In Limbo" / "Love Is All I Need"
- 1976 – "Let's Fall In Love" / "So Long Lonely Nights"
- 1976 – "My Resistance Is Low" / "Love While The Music Plays"
- 1976 – "Vamos A Enamorarnos" / "Tengo Poca Resistencia"
- 1977 – "Just Tell Her Jim Said Hello" / "All Said And Done"
- 1977 – "Jewelry Store" / "(I Fell In Love Last Night) Down In Brazil"
- 1977 – "Manhattan" / "(I Fell In Love Last Night) Down In Brazil"
- 1978 – "French Waltz" / "Blackjack"
- 1978 – "Something's Goin' On" / "Down At The Disco"
- 1980 – "I Won't Dance" / "A Room With A View"
- 1980 – "Somebody Loves Me" / "Got A Date With An Angel"
- 1982 – "You're Just In Love" / "You Can't Have Your Cake And Eat It" (med Patti Love)
- 1985 – "My Resistance Is Low" / "A Little Love And Understanding" (delad singel: Robin Sarstedt / Gilbert Becaud)